# Ermita de San Martín y Santa Bárbara (Villanueva de Viver)
La ermita de San Martín y Santa Bárbara, en Villanueva de Viver, en la comarca del Alto Mijares es lugar de culto, catalogado, de manera genérica, como Bien de Relevancia Local según la Disposición Adicional Quinta de la Ley 5/2007, de 9 de febrero, de la Generalitat, de modificación de la Ley 4/1998, de 11 de junio, del Patrimonio Cultural Valenciano (DOCV Núm. 5.449 / 13/02/2007), con código: 12.08.133-002

## Descripción
Se trata de una construcción de dimensiones reducidas, y planta de nave única con porche y corral adosado en la parte derecha, que se realizó en 1656, siguiendo las pautas, simultáneamente, tanto del estilo Gótico tardío como del estilo renacentista.
El edificio sufrió una transformación durante el siglo XVIII, adquiriendo su aspecto actual. Su estado de conservación no es bueno, y a como rehabilitaciones solamente se ha llevado a cabo a del corral, pese a ello se considera que el peligro de destrucción del monumento es bajo. Estando encargados de su mantenimiento y conservación los clavarios del Santo.
Esta pequeña ermita está dedicada, junto a San Martín Obispo, a Santa Bárbara.
El edificio, de aspecto rústico, presenta fábrica de mampostería con sillares de refuerzo y un solo contrafuerte lateral, ya que el otro contrafuerte, el que se situaría en el corral, que estaba situado donde interiormente está la pilastra de apoyo del arco fajón, fue eliminado. Presenta dos cuerpos, uno de ellos es realmente un atrio construido ante la fachada de la ermita, que termina en hastial que se remata con tres escalones y una cruz de forja. Este atrio presentaba en origen tres arcos de medio punto, de los cuales, los dos laterales fueron cegados, quedando como único acceso al templo el arco central (arco carpanel de fábrica de ladrillo macizo). La cubierta del porche, que es de menor altura que la cubierta del templo (que es a dos aguas), tiene tres vertientes, y al igual que la cubierta del templo están rematadas con tejas rojas.
El conjunto se completa con otra estancia abierta, adosada a uno de los laterales de la ermita que parece hacer las veces de refugio de caminantes o incluso casa del ermitaño.
La puerta de acceso al templo es de madera y se enmarca en un arco de medio punto de piedra.
Interiormente, la nave se cubre con bóveda de cañón, que presenta en su arranque una moldura neoclásica, que se interrumpe al llegar al altar. También puede destacarse la presencia de un arco fajón que descansa en dos visibles pilastras. Por su parte, el suelo está formado por un pavimento de barro cocido datado de 1859 como se puede leer en una de las baldosas situadas en la entrada, en la que además hay una representación de la ermita de cómo debía ser en su estado original ya que presenta un reloj de sol, hoy desaparecido.
La decoración interior se realiza por el color de los revestimientos que presentan dos zonas, el zócalo pintado en gris azulado y la parte superior encalada en blanco.
Las fiestas patronales, que se celebran en honor a San Martín, San Roque y Santa Bárbara, tienen lugar en agosto en los que se realizan diversos actos tanto religiosas como de índole festivo-populares. Entre ellos destaca la romería a la ermita de San Martín, en la que se traslada la reliquia del santo que se conserva en la iglesia parroquial del pueblo , para oficiar en ella una Misa.